# Ellen Goosenberg Kent
Ellen Goosenberg Kent (auch Ellen Goosenberg) ist eine amerikanische Regisseurin und Produzentin von Dokumentarfilmen und Fernsehproduktionen, die bei der Oscarverleihung 2015 für ihre Regie bei dem Dokumentarfilm Crisis Hotline: Veterans Press 1 zusammen mit der Produzentin Dana Perry mit dem Oscar in der Kategorie Bester Dokumentar-Kurzfilm ausgezeichnet wurde. Sie ist zudem Trägerin von vier Emmys in der Kategorie Kindersendung. Kent wuchs in Philadelphia als Tochter einer Marine auf, die im Zweiten Weltkrieg gedient hatte. Sie studierte an der Boston University und machte einen Abschluss in Kommunikationswissenschaften an der Temple University. Kent ist seit Mitte der 1980er Jahre aktiv und war an rund 20 Film- und Fernsehproduktionen beteiligt. Sie lebt und arbeitet in New York City.

## Filmografie
- 1986: VH1 New Visions (Fernsehserie, Produzentin)
- 1992: Buy Me That 3! A Kid's Guide to Food Advertising (Fernsehfilm, Produzentin)
- 1994: Talking Sex: Making Love in the '90s (Fernsehfilm, Regisseurin und Produzentin)
- 1995: Going, Going, Almost Gone! Animals in Danger (Fernsehfilm, Regisseurin und Produzentin)
- 1996: Brett Killed Mom: A Sister's Diary (Fernsehfilm, Drehbuchautorin, Regisseurin und Produzentin)
- 1996: How Do You Spell God? (Fernsehfilm, Produzentin)
- 1997: Talked to Death (Fernsehfilm, Produzentin)
- 2001: Real Sex (Fernsehserie, Regisseurin und Produzentin)
- 2002: Middle School Confessions (Fernsehfilm, Regisseurin und Produzentin)
- 2004: Happy to Be Nappy and Other Stories of Me (Fernsehfilm, Produzentin)
- 2005: I Have Tourette's But Tourette's Doesn't Have Me (Fernsehfilm, Regisseurin und Produzentin)
- 2006: Too Hot Not to Handle (Fernsehfilm, Regisseurin)
- 2006: The Music in Me (Fernsehfilm, Regisseurin)
- 2007: The Addiction Project (Fernsehserie, Regisseurin)
- 2007: Alive Day Memories: Home from Iraq (Fernsehfilm, Regisseurin und Produzentin)
- 2009: Nature (Fernsehserie, Regisseurin und Produzentin)
- 2009: No Dog Left Behind (Kurzfilm, Regisseurin und Produzentin)
- 2010: I Can't Do This But I Can Do That: A Film for Families about Learning Differences (Fernsehfilm, Regisseurin und Produzentin)
- 2010: Wartorn: 1861–2010 (Fernsehfilm, Regisseurin und Produzentin)
- 2012: One Nation Under Dog (Dokumentarfilm, Regisseurin und Produzentin)
- 2014: Crisis Hotline: Veterans Press 1 (Dokumentarfilm, Regisseurin)

## Auszeichnungen (Auswahl)
- 1995: Emmy in der Kategorie Kindersendung für die Regie bei Going, Going, Almost Gone! Animals in Danger (zusammen mit den Produzenten Sheila Nevins, Carole Rosen und Amy Schatz)[2]
- 1997: Emmy in der Kategorie Kindersendung für die Regie bei How Do You Spell God? (zusammen mit den Produzenten Sheila Nevins, Carole Rosen und Amy Schatz)[3]
- 2004: Emmy in der Kategorie Kindersendung für die Regie bei Happy to Be Nappy and Other Stories of Me (zusammen mit den Produzenten Sheila Nevins, Dolores Morris und Diane Kolyer)[4]
- 2006: Emmy in der Kategorie Kindersendung für die Regie bei I Have Tourette's But Tourette's Doesn't Have Me (zusammen mit den Produzenten Sheila Nevins und Dolores Morris)[5]
- 2015: Oscar in der Kategorie Bester Dokumentar-Kurzfilm für Crisis Hotline: Veterans Press 1 (zusammen mit Dana Perry)[6]